# Sacaba
Sacaba er hovedstaden i den bolivianske provins Chapare og er den næststørste by i departementet Cochabamba. Ved folketællingen i 2001 havde byen 92.581 indbyggere. Byen ligger 13 km fra departementets største by Cochabamba og der er de seneste år opstået en række bebyggelser mellem de to byer, således at byerne ikke længere er skarpt adskilt. De centrale kvarterer i Sacaba har bygninger i post-kolonial stil, men flere er blevet ødelagt som følge af mangelende vedligeholdelse.
Sacaba i 2002 centrum for uroligheder som følge af den bolivianske regerings kamp for begrænsning af coca-dyrkning. Landets tidligere præsident Evo Morales, der selv ernærede sig som dyrker af coca ledte modstanden mod lukning af et coca-marked i fra byen, hvilket førte optøjer med flere døde i byen.
Sacaba er kendt som et kulinarisk centrum i Bolivia med lokale delikatesser som cuy (marsvin) og flere restauranter i byens gader, ligesom byen har flere chicherias, lokale værtshuse, der serverer chicha, en lokal øl i regionen, der brygges på korn eller majs.